# Ердељска голошија
Ердељска голошија је кокошија раса која је законом заштићена у Мађарској.

## Историјат
Овој специфичној сорти порекло је вероватно из Азије, први трагови ове расе се налазе у Ердељу, где су га узгајали Секељи и Чангои. Ван ових простора се ова раса појавила почетком 19. века. Први познати узгајивач је био из Ержебетвароша, дела Будимпеште, Лајош Серемлеи (Szeremlei Lajos), који је 1840. године почео да се бави узгајањем ердељског голошијана. На изложби у Бечу, 1875. године, је упознао свет са овом расом перади. На тој првој изложби ова раса се појавила под именом Серемлеова кокошка (Szeremlei tyúk). На изложби у Бечу 1925. године се појавила под именом Ердељска голошија (мађ. erdélyi kendermagos). Ова раса се проширила и по Балкану, тачније по Србији и Босни. Природни услови су идентични, планински, као и у Ердељу тако да није било неког посебног проблема за прилагођавање ове расе. Током 19. века ова раса се проширила и на просторе Немачке, где су и клубови почели да се оснивају.
Министарским указом из 1896. године, основано је током 1897. више фарми, где су поред мађарских раса узгајане и ердељске голошије. Највећа оваква узгајалишта су основана у Геделеу (Gödöllő) и Клужу (Kolozsvár). После Другог светског рата мађарске расе су потуно нестале а ердељска раса је поново почела да се развија од 1953. године. Генска банка ове сорте је поново обновљена у Мађарској 1970. године, када су донесене оригиналне расе, граораста, из Шимегчеха (Sümegcsehi) и црне из Констанце (Konstanca) где су још постојале.
Доста дуго је само црна боја ове перади признавана за оригиналну ердељску голошију, све до 1992. године када су добијене различите боје ове расе. Данас су признати црни, бели и граорасти варијетет и сви се они чувају у генетичкој банци података у Геделеу, Кестхељу (Keszthely) и Ходмезевашархељу (Hódmezővásárhely).

## Особине
Има веће тело од мађарске домаће кокошке и више личи на птицу. Врат је без перја и делимично груди а и стомак. Јавља се у више боја али у генетичким банкама постоје само три боје које се појединачно признају, развијају и гаје као посебне подрасе. 
Петао достиже тежину од 2,5-3,0 kg а кокошка 2,0-2,3 kg. Држи се због квалитетног меса и јаја. Иако је изузетно добра као носиља, доста је слаба у легању. У појединим крајевима се држи као изузетно добра зимска носиља и више воли слободни, у природи, начин одгајивања.